# Lubień (województwo wielkopolskie)
Lubień – wieś w Polsce położona w województwie wielkopolskim, w powiecie nowotomyskim, w gminie Miedzichowo.
W latach 1975–1998 miejscowość administracyjnie należała do województwa gorzowskiego.
13 lipca 2008 w Lubieniu w wypadku samochodowym zginął Bronisław Geremek.